# Chillicothe (Illinois)
Chillicothe – miasto w Stanach Zjednoczonych, w stanie Illinois, w hrabstwie Peoria.